# St. Bonifatius (Schaufenberg)

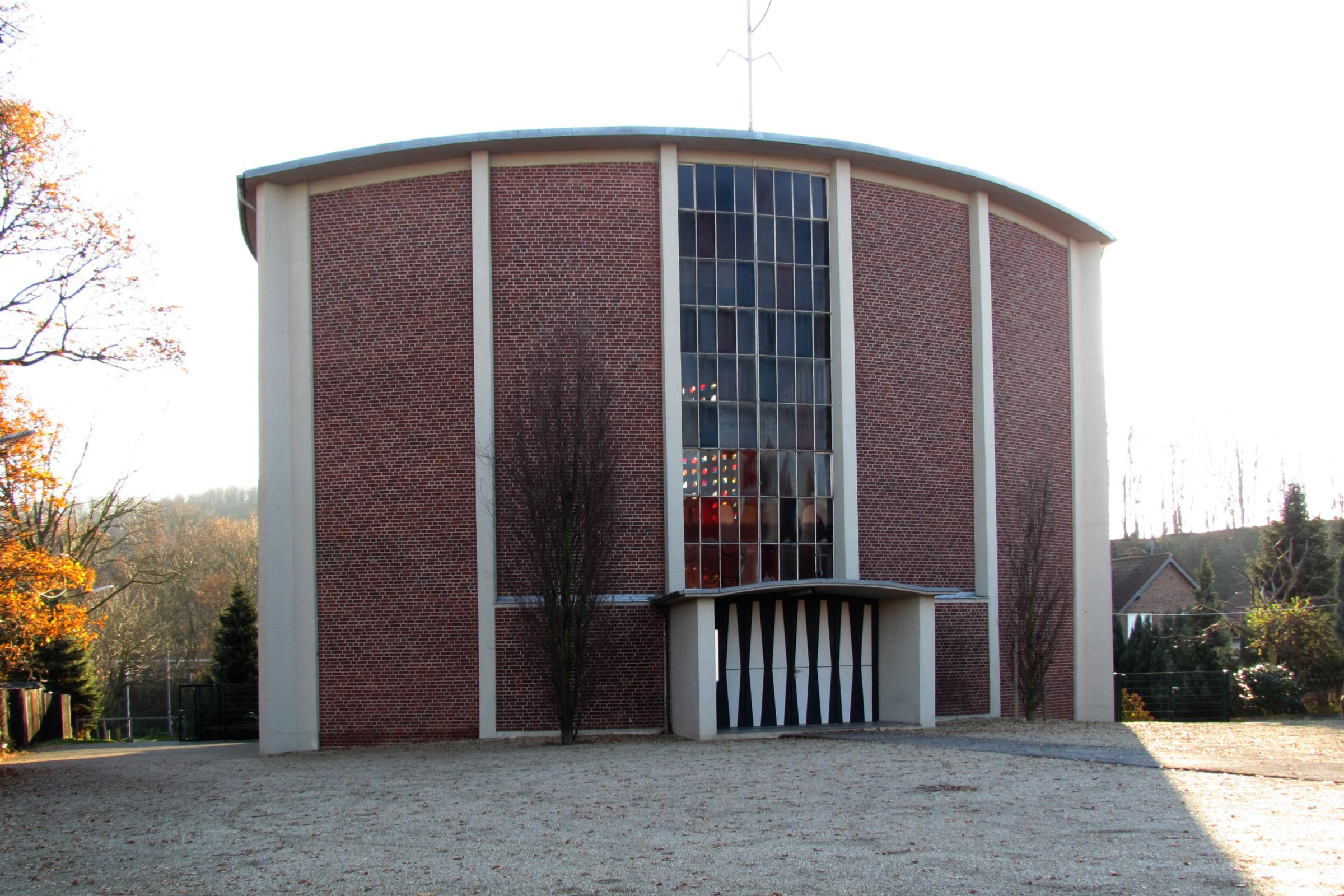
St. Bonifatius in Schaufenberg

St. Bonifatius ist die römisch-katholische Pfarrkirche des Hückelhovener Stadtteils Schaufenberg im Kreis Heinsberg in Nordrhein-Westfalen.
Die Kirche ist dem hl. Bonifatius geweiht und wird seit 2016/17 als Grabeskirche genutzt. Zur Pfarre gehört neben Schaufenberg auch Millich und der Mahrhof.

## Lage
Das Kirchengebäude befindet sich ganz im Süden von Schaufenberg zwischen der Bonifatiusstraße und der Jacobastraße.

## Geschichte
Schaufenberg verfügte nie über eine eigene Kirche und gehörte stets zur Pfarre Ratheim. Um 1900 gab es im Nachbarort Millich Bemühungen um eine eigene Kirche, die jedoch nicht weiter verfolgt wurden. Durch die Eröffnung der Zeche Sophia-Jacoba wuchs die Bevölkerungszahl Schaufenbergs zwischen 1921 und 1931 um das vierfache an. Aus diesem Grund wurde 1926 in einer Scheune zunächst eine Notkirche eingerichtet, in der nun Gottesdienste gehalten werden konnten. Zudem wurden Millich und Schaufenberg am 1. Januar 1939 zu einem eigenen Seelsorgebezirk mit eigenem Priester zusammengefasst. Formell gehörten beide Orte aber nach wie vor zur Pfarre Ratheim. Am 1. Oktober 1955 erhielt der Seelsorgebezirk vermögensrechtliche Selbständigkeit, seit dem 1. April 1969 ist Schaufenberg mit Millich eigenständige Pfarrei.

## Baugeschichte
Die im Jahr 1926 eingerichtete Notkirche wurde am 7. November 1929 benediziert. 1944 beschlagnahmten die Nationalsozialisten die Notkirche und nutzten sie als Unterkunft für Schanzarbeiter. Erst 1946 konnte die Kirche wieder für Gottesdienste genutzt werden. Da die Notkirche den Ansprüchen der Gemeinde nicht mehr gerecht wurde, beschloss man den Bau der heutigen Pfarrkirche.
St. Bonifatius wurde in den Jahren 1955 bis 1956 nach Plänen des Wassenberger Architekten Wilhelm Andermahr erbaut. Die feierliche Kirchweihe fand am 16. September 1956 statt. Der geplante Glockenturm wurde bis heute nicht ausgeführt.
Aufgrund von Sparmaßnahmen des Bistums Aachen und des Prozesses „Kirchliches Immobilienmanagement (KIM)“ wurde die Schaufenberger Pfarrkirche aus der Finanzierung des Bistums genommen. Die Pfarre entschloss sich dazu, St. Bonifatius zur Grabeskirche umzubauen. Am Ostermontag, den 28. März 2016 fand der letzte Gottesdienst in der Kirche statt, bei dem das Ewige Licht gelöscht wurde. In den Jahren 2016 bis 2018 wurde die Kirche im Innern zur Grabeskirche umgebaut, das Äußere blieb unverändert. Die Pläne dazu erstellte das Aachener Architekturbüro Paulssen & Schlimm. Seit Ende 2018 wird in der Kirche bestattet.

## Baubeschreibung
St. Bonifatius ist ein moderner Stahlskelettbau der mit Ziegeln gefüllt ist. Das Bauwerk erhebt sich auf einem parabelförmigen Grundriss und ist nach Süden ausgerichtet.

## Ausstattung
Die Buntglasfenster der Glasbetonwände entwarf der Weezener Künstler Hans Mennekes 1956. Die Fenster im Kirchenschiff sind Werke von Sebastian Slaby aus dem Jahr 2000 und stellen die Sieben Sakramente dar.

## Glocke
St. Bonifatius besitzt nur eine Läuteglocke aus Gussstahl, die sich in einem Aufsatz über der Sakristei befindet. Sie wurde 1956 vom Bochumer Verein für Gussstahlfabrikation gegossen und erklingt im Schlagton g''.

## Rektoren und Pfarrer
Folgende Priester wirkten bislang als Pfarrer, bis 1961 als Rektoren, in der Pfarrgemeinde St. Bonifatius:
- 1939–1944: Arnold Höppener
- 1944–1950: Hubert Rutge
- 1950–1955: Wilhelm Kreutz
- 1955–1958: Matthias Nauen
- 1958–1962: Theo Feller
- 1962–1966: Anton Loyen
- 1966–1991: Anton Heffels
- 1991–2013: Klaus Jansen
- 2013–2014: Gottfried Maria Graaff (Pfarradministrator)
- 2014–2016: Winfried Müller (Pfarradministrator)
- 2016–2018: Georg Kaufmann
- Seit 2019: P. Anton Steinberger OSFS